# Kalú
Carlos Eduardo Cardoso Pinto Ferreira ComM • ComL, também conhecido por "Kalu" (Porto, 29 de julho de 1958), é um baterista português que faz parte da banda de rock Xutos & Pontapés.

## Biografia
É o quinto de treze irmãos. Tem sete irmãos e seis irmãs. Com 12 anos, foi viver para Lisboa. Mais tarde respondeu a um anúncio de jornal onde pediam um baterista para um banda rock, os Xutos & Pontapés. Tem três filhos: Frederico (1982), Vasco (1985) e Max (1995) e um neto, Sebastião (filho de Frederico), nascido em 2002.
A 9 de junho de 2004, foi agraciado com o grau de Comendador da Ordem do Mérito. A 27 de setembro de 2024, foi agraciado com o grau de Comendador da Ordem da Liberdade.

## Outros projetos
Foi baterista do Palma's Gang, onde contava com Zé Pedro, guitarrista dos Xutos & Pontapés.
O primeiro disco a solo de Kalú, "Comunicação", foi lançado em 2013.

## Equipamento
Kalu é patrocinado pelas marcas de equipamento que usa. Toca baterias Tama Starclassic Maple e Starclassic Bubinga e pratos Paiste das séries Twenty, 2002 e Signature.
Segundo entrevista dada em agosto de 2009 ao fórum dedicado à bateria e percussão na internet BateristasPT.com, a sua bateria inclui pratos de choque de 15", crashes de 16", 18" e 20" e um ride de 21".